# Румонге
Румонге (рунди Rumonge) — город на юго-западе Бурунди, административный центр одноимённой провинции.

## Географическое положение
Город находится в западной части провинции, на берегу озера Танганьика, на высоте 809 метров над уровнем моря. Румонге расположен на расстоянии приблизительно 19 километров к западу-юго-западу (WSW) от города Бурури, административного центра провинции и на расстоянии 59 километров к югу от Бужумбуры, крупнейшего города страны.

## Население
По данным переписи 1991 года численность населения Румонге составляла 15 816 человек.
Динамика численности населения города по годам:
| 1991   | 2008   |
| ------ | ------ |
| 15 816 | 35 931 |

## Транспорт
Ближайший аэропорт — Международный аэропорт Бужумбуры.